# Peacocks de Saint Peter
Les Peacocks de Saint Peter (en anglais : Saint Peter's Peacocks) sont le club omnisports universitaire de l’Université de Saint Peter à Jersey City dans le New Jersey.

## Histoire
Lors de la March Madness 2022, l'équipe masculine de basket-ball de Saint Peter, pourtant tête de série no 15 réalise l'exploit d'éliminer consécutivement les Wildcats du Kentucky, les Racers de Murray State et les Boilermakers de Purdue. Elle devient aussi la première équipe tête de série no 15 de l'histoire à accéder à la finale régionale.